# Mette Bus
Mettine (Mette) Bus (Groningen, 1955) is een Nederlands beeldhouwer.

## Leven en werk
Bus studeerde in 1981 af aan Academie Minerva in de stad Groningen. Ze combineerde haar liefde voor dans en theater met de beeldende kunst en werkte aanvankelijk onder meer als decor- en kostuumontwerper voor Theater te Water. In 2000 richtte Bus zich volledig op het beeldhouwen. Ze is bekend om haar geabstraheerde vrouwenfiguren.
In 2013 maakte Bus een replica ter vervanging van het gestolen Monument Oterdum van Thees Meesters. Ze heeft een studio in Het Paleis, het voormalig scheikundig laboratorium van de Groningse universiteit aan het Boterdiep.

## Werken (selectie)
- Vrouw Wichers (1985), Groningen
- Venusgordel (2006), hal Praedinius Gymnasium, Groningen
- Kinder (2012), rotonde Korreweg, Groningen

## Galerij

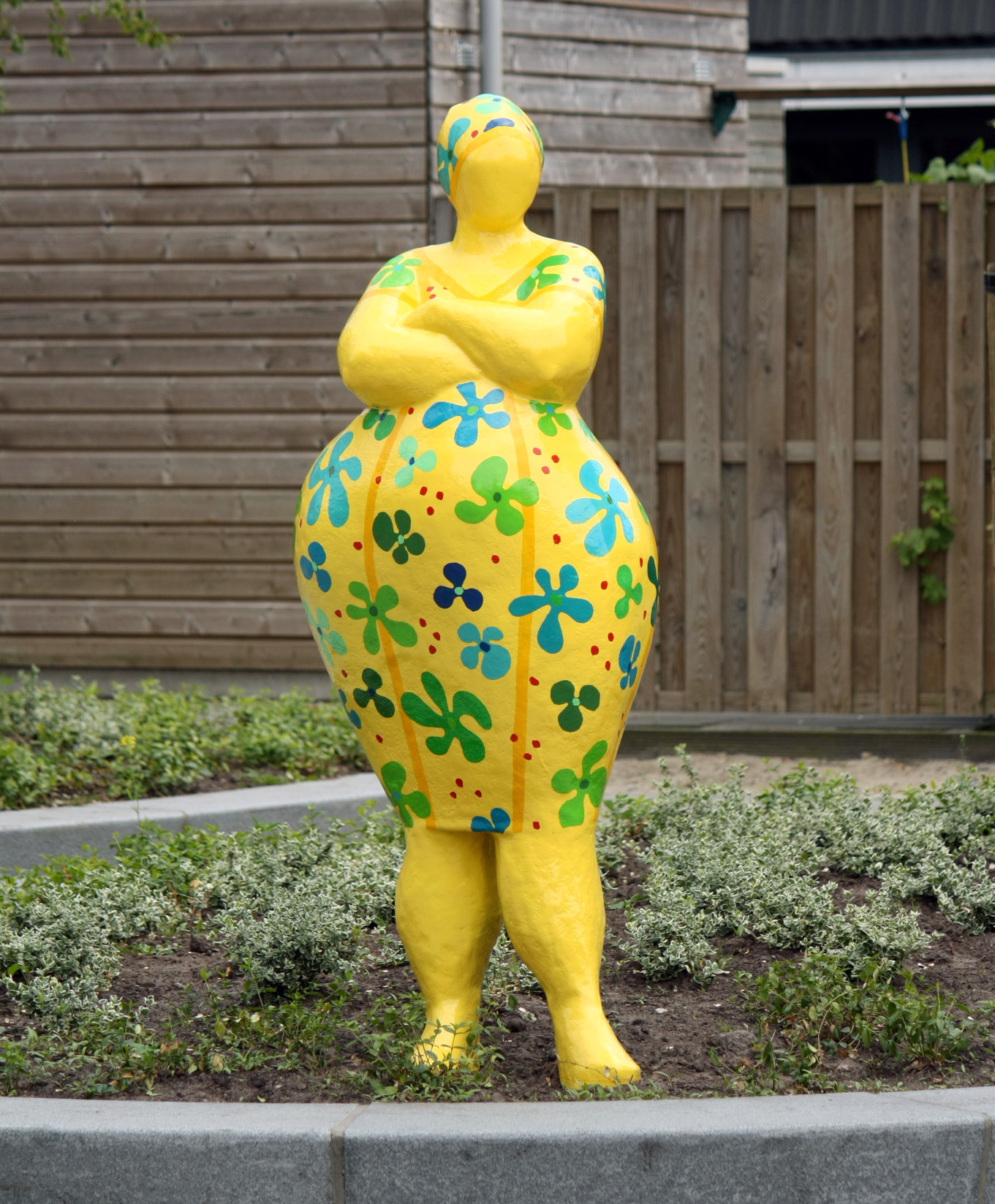
Vrouw Wichers (1985), Groningen
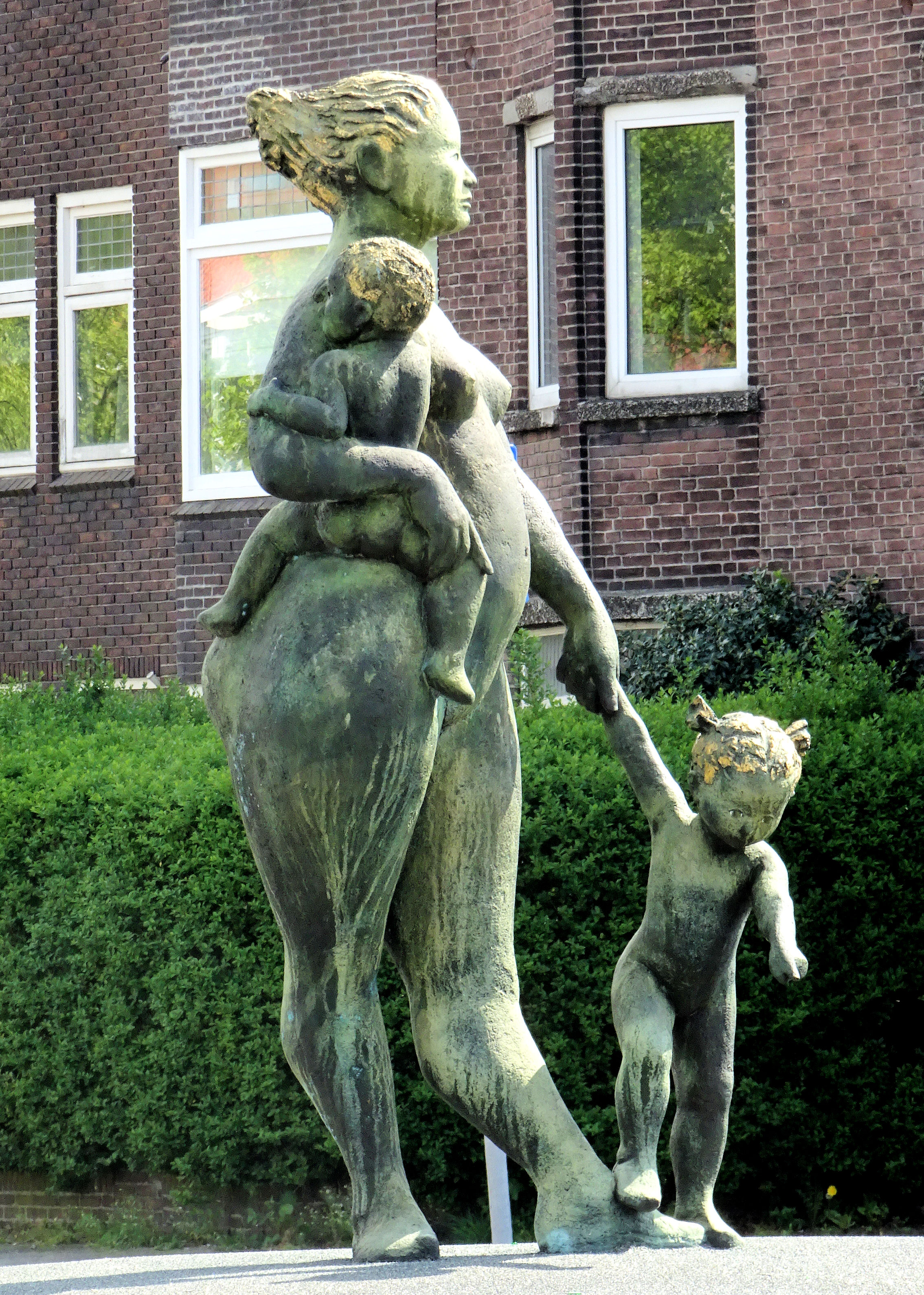
Kinder (2012), Groningen